# محاصره (فیلم ۱۹۴۰)
«محاصره» (انگلیسی: Siege) فیلم مستند به کارگردانی جولین برایان است که در سال ۱۹۴۰ منتشر شد.